# John Balmer

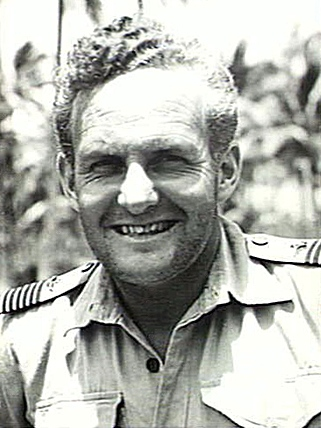
Balmer, september 1942.

John Raeburn Balmer, född 3 juli 1910 i Bendigo, Australien, död 11 maj 1944 i Leopoldsburg, Belgien, var en militärofficer och bombplanspilot i australiska flygvapnet (RAAF). Han föddes i Bendigo i Victoria och studerade juridik innan han anslöt sig till RAAF som en flygvapenkadett 1932. Han var instruktör vid Point Cook 1935–1937 och blev välkänd i flygvapenkretsar efter att han enligt uppgift hoppat fallskärm från ett skolflygplan för att motivera sin elev att landa på egen hand. Han blev också känd för allmänheten som en cross-country-bilist där han satte rekord för resor genom och runt Australien före andra världskriget.
Balmer var flyglöjtnant när kriget bröt ut och befordrades till skvadronchef i juni 1940 och blev befälhavare för No. 13 Squadron, som opererade Lockheed Hudsons från Darwin i Northern Territory. Han steg i rang till tillfällig wing commander i april 1941 och inom ett år hade han tagit befälet över RAAF:s första Bristol Beaufort-enhet, No. 100 Squadron. Balmer utsågs till Officer av Brittiska imperieorden i juni 1942 och ledde Beaufort-planen på bomb- och torpeduppdrag mot japanska mål i slaget om Nya Guinea.
Han var posterad i England i juni 1943 och tog befälet över No. 467 Squadron RAAF som flög Avro Lancasters i luftkriget över Europa. Han ledde sin enhet genom slaget om Berlin från november 1943 till mars 1944. I april mottog han Distinguished Flying Cross och följande månad befordrades han till tillfällig gruppkapten. Några dagar senare, på natten 11–12 maj, under den sista operationen av sin tjänstgöringsperiod som befälhavare för No. 467 Squadron, misslyckades Balmer med att återvända från ett uppdrag över Belgien. Inledningsvis förklarades han som saknad men det bekräftades senare att hans plan hade skjutits ned och att alla i besättningen hade omkommit. Balmer begravdes utanför Bryssel.